# Webb Cirque
Der Webb Cirque ist ein markanter Bergkessel im ostantarktischen Viktorialand. Er wird vom Vishniac Peak, dem Skew Peak sowie der Parker Mesa eingerahmt und vom Firnfeld des Webb-Gletschers eingenommen.
Das Advisory Committee on Antarctic Names benannte ihn 2005 in Anlehnung an die Benennung des Webb-Gletschers. Dessen Namensgeber ist der Geologe Peter-Noel Webb, Teilnehmer an einer von 1958 bis 1959 dauernden Kampagne im Rahmen der neuseeländischen Victoria University’s Antarctic Expeditions.